# Шекарич, Ясна
Я́сна Ше́карич (серб. Јасна Шекарић, урождённая — Брайкович (серб. Брајковић); 17 декабря 1965, Белград, Югославия) — одна из лучших женщин-стрелков Сербии, Европы и мира. Многократный призёр Олимпийских игр, чемпионатов мира и Европы, других крупнейших соревнований. В 1994, 1995, 1997, 2000, 2004 и 2005 годах провозглашалась стрелком года в Сербии, а в 1990, 1994 и 2005 годах стрелком года в мире. Является членом стрелкового клуба «Црвена Звезда».
С 1988 года участвовала в 7 подряд Олимпиадах, на 4 из которых завоевала пять медалей. На летней Олимпиаде-2008 в Пекине на открытии несла флаг сборной Сербии.
В 2000 году Международная федерация стрелкового спорта признала Шекарич «лучшим стрелком тысячелетия».

## Пневматический пистолет на 10 м — Олимпийские игры
В стрельбе из пневматического пистолета с 10 метров Ясна выходила в финал олимпийского турнира на протяжении 6 Олимпиад подряд в 1988—2008 годах (данный вид был включён в олимпийскую программу в 1988 году).
За это время она выиграла 1 золотую медаль, 3 серебряных, 1 раз заняла четвёртое место и 1 раз шестое. На Олимпиаде-1992 в Барселоне Шекарич уступила первое место Марине Логвиненко по дополнительному показателю в соответствии с существовавшим в то время регламентом (большее количество очков, набранных в финале). На Олимпиаде-2004 в Афинах Шекарич и украинка Елена Костевич набрали равное число очков по результатам турнира, и была устроена «перестрелка» за золото, в которой 19-летняя украинка оказалась точнее 38-летней сербки (10.2 против 9.4).